# Flèche wallonne féminine 2001
Cet article concerne l'édition féminine de la Flèche wallonne. Pour la course masculine, voir Flèche wallonne 2001.
La 4e édition de la Flèche wallonne féminine a eu lieu le 18 avril 2001. Elle fait partie du calendrier de la Coupe du monde de cyclisme sur route féminine 2001. La course est remportée par l'Italienne Fabiana Luperini.

## Parcours
Le parcours, long de 93 km, comporte les six côtes suivantes ,:
| Num | Nom              | km   | Longueur (m) | Pente moyenne | km de l'arrivée |
| --- | ---------------- | ---- | ------------ | ------------- | --------------- |
| 1   | Côte de France   | 13,5 | 2,5          | 5,8 %         | 79,5            |
| 2   | Côte de Pailhe   | 37,5 | 1 500        | 4 %           | 55,5            |
| 3   | Côte de Coutisse | 55,5 | 1 000        | 6,1 %         | 37,5            |
| 4   | Côte de Bohissau | 65,7 | 2 700        | 5,9 %         | 27,3            |
| 5   | Côte de Ahin     | 82,5 | 2 000        | 7,9 %         | 10,5            |
| 6   | Mur de Huy       | 93,0 | 1 000        | 13,5 %        | 0               |

## Équipes

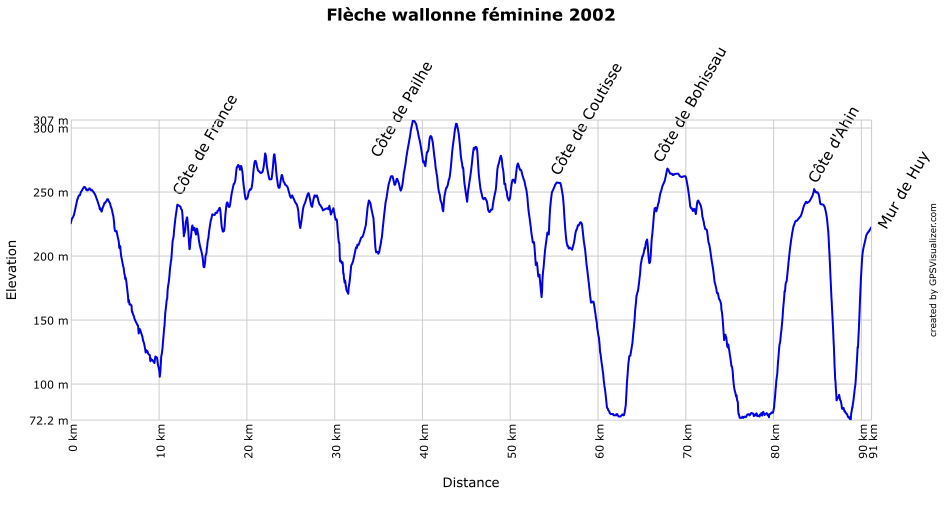
Profil de la course

| Équipes féminines professionnelles (15)- Acca Due O-Lorena Camicie - Alfa Lum-RSM - Aliverti-Immobilione Luca - Bik-Toscany Sport - Carpe Diem-Itera - Ciegi - Edil Savino - Farm Frites-Hartol - Gas Sport Team - C.A. Mantes La Ville 78 - SC Michela Fanini Record Rox - Equipe Nürnberger Versicherung - Ondernemers van Nature - Saturn - Vlaanderen-T Interim Ladies Équipes nationales (8)- Allemagne - Belgique - Canada - Espagne - Grande-Bretagne - Pays-Bas - Tchéquie - Suisse |
| |

## Favorites
La vainqueur sortante Geneviève Jeanson n'est pas présente au départ. Les autres anciennes vainqueur Hanka Kupfernagel et Fabiana Luperini le sont par contre. La leader de la Coupe du monde Anna Millward va tenter d'augmenter son avance tout comme sa concurrente Mirjam Melchers.

## Récit de la course
La météo est clémente. Au kilomètres cinquante-deux, Alexandra Nöhles attaque. Elle est néanmoins rapidement reprise. Dans la côte de Bohissau, le peloton se scinde en quatre. Le peloton est cependant constitué d'une soixantaine de coureuses au pied du mur de Huy. Fabiana Luperini fait la différence dans la partie la plus raide du mur. Anna Millward prend la deuxième place devant Trixi Worrack.

## Classement final
| \| Classement général \| Classement général \| Classement général \| Classement général \| Classement général \| \| Coureuse \| Coureuse \| Pays \| Équipe \| Temps \| \| ------------------ \| ------------------- \| ------------------ \| ------------------------- \| ------------------ \| \| 1re \| Fabiana Luperini \| Italie \| Edil Savino \| 2 h 41 min 32 s \| \| 2e \| Anna Millward \| Australie \| Saturn \| + 9 s \| \| 3e \| Trixi Worrack \| Allemagne \| Allemagne \| + 9 s \| \| 4e \| Edita Pučinskaitė \| Lituanie \| Alfa Lum-RSM \| + 15 s \| \| 5e \| Ceris Gilfillan \| Royaume-Uni \| Grande-Bretagne \| + 15 s \| \| 6e \| Heidi Van de Vijver \| Belgique \| Vlaanderen-T Interim \| + 20 s \| \| 7e \| Simona Parente \| Italie \| Edil Savino \| + 22 s \| \| 8e \| Zinaida Stahurskaia \| Biélorussie \| Gas Sport Team \| + 24 s \| \| 9e \| Mirjam Melchers \| Pays-Bas \| Acca Due O-Lorena Camicie \| + 24 s \| \| 10e \| Susanne Ljungskog \| Suède \| Vlaanderen-T Interim \| + 24 s \| |                     |             |                           |                 |
| |                     |             |                           |                 |
| |                     |             |                           |                 |
| Classement général |                     |             |                           |                 |
| Coureuse | Coureuse            | Pays        | Équipe                    | Temps           |
| 1re | Fabiana Luperini    | Italie      | Edil Savino               | 2 h 41 min 32 s |
| 2e | Anna Millward       | Australie   | Saturn                    | + 9 s           |
| 3e | Trixi Worrack       | Allemagne   | Allemagne                 | + 9 s           |
| 4e | Edita Pučinskaitė   | Lituanie    | Alfa Lum-RSM              | + 15 s          |
| 5e | Ceris Gilfillan     | Royaume-Uni | Grande-Bretagne           | + 15 s          |
| 6e | Heidi Van de Vijver | Belgique    | Vlaanderen-T Interim      | + 20 s          |
| 7e | Simona Parente      | Italie      | Edil Savino               | + 22 s          |
| 8e | Zinaida Stahurskaia | Biélorussie | Gas Sport Team            | + 24 s          |
| 9e | Mirjam Melchers     | Pays-Bas    | Acca Due O-Lorena Camicie | + 24 s          |
| 10e | Susanne Ljungskog   | Suède       | Vlaanderen-T Interim      | + 24 s          |

## Liste des participantes
| Gas Sport Team GAS | Gas Sport Team GAS                | Gas Sport Team GAS |
| ------------------ | --------------------------------- | ------------------ |
| Num                | Coureuse                          | Pos                |
| 1                  | Pia Sundstedt (FIN)               | 32e                |
| 2                  | Roberta Bonanomi (ITA)            | 61e                |
| 3                  | Alessandra Cappellotto (ITA)      | AB                 |
| 4                  | Séverine Desbouys (FRA)           | 40e                |
| 5                  | Gabriella Pregnolato (ITA)        | 71e                |
| 6                  | Zinaida Stahurskaia (BLR) (route) | 8e                 |

| Acca Due O-Lorena Camicie ADO | Acca Due O-Lorena Camicie ADO | Acca Due O-Lorena Camicie ADO |
| ----------------------------- | ----------------------------- | ----------------------------- |
| Num                           | Coureuse                      | Pos                           |
| 11                            | Mirjam Melchers (NED)         | 9e                            |
| 12                            | Priska Doppmann (SUI)         | 14e                           |
| 13                            | Vera Hohlfeld (GER)           | 66e                           |
| 17                            | Katia Longhin (ITA)           | 23e                           |
| 18                            | Zulfiya Zabirova (RUS)        | 60e                           |
| 19                            | Arenda Grimberg (NED)         | 47e                           |

| Pays-Bas NED | Pays-Bas NED             | Pays-Bas NED |
| ------------ | ------------------------ | ------------ |
| Num          | Coureuse                 | Pos          |
| 21           | Chantal Beltman          | 21e          |
| 22           | Ghita Beltman            | 55e          |
| 23           | Angela Hillenga          | 81e          |
| 24           | Mirella van Melis        | 68e          |
| 25           | Mariëlle van Scheppingen | 51e          |
| 26           | Inge Velthuis            | 85e          |

| Farm Frites-Hartol FAR | Farm Frites-Hartol FAR    | Farm Frites-Hartol FAR |
| ---------------------- | ------------------------- | ---------------------- |
| Num                    | Coureuse                  | Pos                    |
| 33                     | Margaret Hemsley (AUS)    | AB                     |
| 34                     | Hanka Kupfernagel (GER)   | AB                     |
| 35                     | Madeleine Lindberg (SWE)  | 33e                    |
| 36                     | Elsbeth Vink (NED)        | AB                     |
| 38                     | Anouska van der Zee (NED) | 48e                    |
| 39                     | Sharon van Essen (NED)    | 56e                    |

| Alfa Lum-RSM ___ | Alfa Lum-RSM ___        | Alfa Lum-RSM ___ |
| ---------------- | ----------------------- | ---------------- |
| Num              | Coureuse                | Pos              |
| 43               | Mari Holden (USA)       | 64e              |
| 44               | Fany Lecourtois (FRA)   | 12e              |
| 45               | Edita Pučinskaitė (LTU) | 4e               |
| 47               | Simona Grossi (ITA)     | 92e              |

| Saturn SAT | Saturn SAT                | Saturn SAT |
| ---------- | ------------------------- | ---------- |
| Num        | Coureuse                  | Pos        |
| 51         | Anna Millward (AUS)       | 2e         |
| 53         | Kimberly Bruckner (USA)   | 37e        |
| 54         | Anke Erlank (RSA)         | 39e        |
| 55         | Petra Rossner (GER)       | AB         |
| 56         | Ina-Yoko Teutenberg (GER) | AB         |

| Espagne ESP | Espagne ESP         | Espagne ESP |
| ----------- | ------------------- | ----------- |
| Num         | Coureuse            | Pos         |
| 61          | Marta Vilajosana    | 76e         |
| 62          | Maria Cagigas       | AB          |
| 63          | Agurtzane Elorriaga | AB          |
| 64          | Rocío Gamonal       | AB          |
| 65          | Gema Pascual        | AB          |
| 66          | Teodora Ruano       | 53e         |

| Edil Savino EDI | Edil Savino EDI           | Edil Savino EDI |
| --------------- | ------------------------- | --------------- |
| Num             | Coureuse                  | Pos             |
| 71              | Swetlana Bubnenkowa (RUS) | 41e             |
| 72              | Nicole Brändli (SUI)      | 15e             |
| 73              | Iryna Chuzhynova (UKR)    | 46e             |
| 74              | Fabiana Luperini (ITA)    | 1re             |
| 75              | Simona Parente (ITA)      | 7e              |
| 79              | Luisa Tamanini (ITA)      | 52e             |

| Vlaanderen-T Interim VLA | Vlaanderen-T Interim VLA        | Vlaanderen-T Interim VLA |
| ------------------------ | ------------------------------- | ------------------------ |
| Num                      | Coureuse                        | Pos                      |
| 81                       | Heidi Van de Vijver (BEL)       | 6e                       |
| 82                       | Vanessa Rochelle Cheatley (NZL) | 50e                      |
| 84                       | Susanne Ljungskog (SWE)         | 10e                      |
| 85                       | Cindy Pieters (BEL)             | 13e                      |
| 87                       | Veronique Belleter (BEL)        | 54e                      |
| 89                       | Evy Van Damme (BEL)             | 22e                      |

| Suisse SUI | Suisse SUI         | Suisse SUI |
| ---------- | ------------------ | ---------- |
| Num        | Coureuse           | Pos        |
| 91         | Sarah Grab         | 24e        |
| 92         | Irene Hostettler   | 73e        |
| 93         | Annette Beutler    | 87e        |
| 94         | Marion Brauen      | AB         |
| 97         | Mirjam Hauser-Senn | AB         |

| Carpe Diem-Itera CDI | Carpe Diem-Itera CDI       | Carpe Diem-Itera CDI |
| -------------------- | -------------------------- | -------------------- |
| Num                  | Coureuse                   | Pos                  |
| 102                  | Vera Carrara (ITA)         | AB                   |
| 103                  | Marcia Eicher (SUI)        | 29e                  |
| 104                  | Julia Martisova (RUS)      | 44e                  |
| 105                  | Lara Ruthven (USA)         | 42e                  |
| 106                  | Olga Zabelinskaïa (RUS)    | 17e                  |
| 107                  | Karry Ellen Hellmuth (USA) | 45e                  |

| C.A. Mantes La Ville 78 CAM | C.A. Mantes La Ville 78 CAM     | C.A. Mantes La Ville 78 CAM |
| --------------------------- | ------------------------------- | --------------------------- |
| Num                         | Coureuse                        | Pos                         |
| 111                         | Élisabeth Chevanne-Brunel (FRA) | AB                          |
| 112                         | Cybil Di Guistini (CAN)         | 25e                         |
| 113                         | Emmanuelle Farcy (FRA)          | AB                          |
| 114                         | Magali Le Floc'h (FRA)          | 26e                         |
| 115                         | Sandrine Marcuz-Moreau (FRA)    | 27e                         |
| 116                         | Sandra Wampfler (SUI)           | 19e                         |

| Equipe Nürnberger Versicherung NUR | Equipe Nürnberger Versicherung NUR | Equipe Nürnberger Versicherung NUR |
| ---------------------------------- | ---------------------------------- | ---------------------------------- |
| Num                                | Coureuse                           | Pos                                |
| 121                                | Jenny Algelid (SWE)                | 36e                                |
| 122                                | Chantalle Gehrig (GER)             | AB                                 |
| 123                                | Patricia Hempel (GER)              | 90e                                |
| 124                                | Alexandra Nöhles (GER)             | 80e                                |
| 125                                | Andrea Purner-Koschier (AUT)       | 67e                                |

| Canada CAN | Canada CAN      | Canada CAN |
| ---------- | --------------- | ---------- |
| Num        | Coureuse        | Pos        |
| 131        | Julia Farell    | AB         |
| 132        | Paula Fedirchuk | AB         |
| 133        | Julie Hutsebaut | AB         |
| 134        | Tara Mulder     | AB         |
| 135        | Katherine White | AB         |
| 136        | Erinne Willock  | 75e        |

| Belgique BEL | Belgique BEL      | Belgique BEL |
| ------------ | ----------------- | ------------ |
| Num          | Coureuse          | Pos          |
| 141          | Corine Hierckens  | 30e          |
| 142          | Lory Laroy        | 86e          |
| 143          | Anja Nobus        | 63e          |
| 144          | Ann Roegiers      | AB           |
| 146          | Ine Wannijn       | 78e          |
| 149          | Séverine Villance | 79e          |

| SC Michela Fanini Record Rox MIC | SC Michela Fanini Record Rox MIC | SC Michela Fanini Record Rox MIC |
| -------------------------------- | -------------------------------- | -------------------------------- |
| Num                              | Coureuse                         | Pos                              |
| 151                              | Fátima Blázquez (ESP)            | 74e                              |
| 152                              | Laura Charameda (USA)            | 57e                              |
| 153                              | Natalia Katchalka (UKR)          | 18e                              |
| 154                              | Claudia Marietta (ITA)           | AB                               |
| 156                              | Regina Schleicher (GER)          | 31e                              |
| 157                              | Monica Ceccon (ITA)              | AB                               |

| Tchéquie CZE | Tchéquie CZE      | Tchéquie CZE |
| ------------ | ----------------- | ------------ |
| Num          | Coureuse          | Pos          |
| 161          | Lada Koslikova    | 70e          |
| 162          | Julie Pekárková   | 43e          |
| 163          | Martina Růžičková | AB           |
| 164          | Lenka Sykorova    | AB           |

| Ciegi ___ | Ciegi ___                | Ciegi ___ |
| --------- | ------------------------ | --------- |
| Num       | Coureuse                 | Pos       |
| 171       | Olena Budovitska (UKR)   | 88e       |
| 172       | Beata Jasińska (POL)     | AB        |
| 173       | Valentyna Karpenko (UKR) | 69e       |
| 176       | Anna Skawinska (POL)     | 49e       |

| Ondernemers van Nature ___ | Ondernemers van Nature ___  | Ondernemers van Nature ___ |
| -------------------------- | --------------------------- | -------------------------- |
| Num                        | Coureuse                    | Pos                        |
| 181                        | Tanja Schmidt-Hennes (GER)  | 34e                        |
| 182                        | Areke Hassink (NED)         | 77e                        |
| 183                        | Francis Linthorst (NED)     | 58e                        |
| 184                        | Edith Klep-Moerenhout (NED) | 83e                        |
| 186                        | Sandra Rombouts (NED)       | AB                         |
| 188                        | Saskia Van Duuren (NED)     | AB                         |

| Bik-Toscany Sport BTS | Bik-Toscany Sport BTS     | Bik-Toscany Sport BTS |
| --------------------- | ------------------------- | --------------------- |
| Num                   | Coureuse                  | Pos                   |
| 191                   | Rosa Bravo (ESP)          | 28e                   |
| 193                   | Josephine Groenveld (NED) | 91e                   |
| 194                   | Marieke Haverdings (NED)  | AB                    |
| 195                   | Eneritz Iturriaga (ESP)   | 84e                   |
| 196                   | Ruth Moll Marquès (ESP)   | AB                    |
| 199                   | Wendy Kramp (NED)         | 90e                   |

| Aliverti-Immobilione Luca ALI | Aliverti-Immobilione Luca ALI | Aliverti-Immobilione Luca ALI |
| ----------------------------- | ----------------------------- | ----------------------------- |
| Num                           | Coureuse                      | Pos                           |
| 201                           | Marianna Lorenzoni (ITA)      | 65e                           |
| 202                           | Claudia Migliorini (ITA)      | AB                            |
| 203                           | Elisa Neri (ITA)              | AB                            |
| 204                           | Valentina Poli (ITA)          | AB                            |

| Allemagne GER | Allemagne GER        | Allemagne GER |
| ------------- | -------------------- | ------------- |
| Num           | Coureuse             | Pos           |
| 211           | Judith Arndt         | 11e           |
| 212           | Jacqueline Brabenetz | 72e           |
| 213           | Angela Hennig        | 82e           |
| 214           | Doreen Weise         | AB            |
| 215           | Anke Wichmann        | 35e           |
| 216           | Trixi Worrack        | 3e            |

| Grande-Bretagne GBR | Grande-Bretagne GBR | Grande-Bretagne GBR |
| ------------------- | ------------------- | ------------------- |
| Num                 | Coureuse            | Pos                 |
| 221                 | Ceris Gilfillan     | 5e                  |
| 222                 | Yvonne McGregor     | 16e                 |
| 223                 | Sara Symington      | 20e                 |
| 224                 | Melanie Sears       | 38e                 |
| 225                 | Sue Carter          | 59e                 |
| 226                 | Emma Davies         | 62e                 |

| Gas Sport Team GAS | Gas Sport Team GAS                | Gas Sport Team GAS |
| ------------------ | --------------------------------- | ------------------ |
| Num                | Coureuse                          | Pos                |
| 1                  | Pia Sundstedt (FIN)               | 32e                |
| 2                  | Roberta Bonanomi (ITA)            | 61e                |
| 3                  | Alessandra Cappellotto (ITA)      | AB                 |
| 4                  | Séverine Desbouys (FRA)           | 40e                |
| 5                  | Gabriella Pregnolato (ITA)        | 71e                |
| 6                  | Zinaida Stahurskaia (BLR) (route) | 8e                 |

| Acca Due O-Lorena Camicie ADO | Acca Due O-Lorena Camicie ADO | Acca Due O-Lorena Camicie ADO |
| ----------------------------- | ----------------------------- | ----------------------------- |
| Num                           | Coureuse                      | Pos                           |
| 11                            | Mirjam Melchers (NED)         | 9e                            |
| 12                            | Priska Doppmann (SUI)         | 14e                           |
| 13                            | Vera Hohlfeld (GER)           | 66e                           |
| 17                            | Katia Longhin (ITA)           | 23e                           |
| 18                            | Zulfiya Zabirova (RUS)        | 60e                           |
| 19                            | Arenda Grimberg (NED)         | 47e                           |

| Pays-Bas NED | Pays-Bas NED             | Pays-Bas NED |
| ------------ | ------------------------ | ------------ |
| Num          | Coureuse                 | Pos          |
| 21           | Chantal Beltman          | 21e          |
| 22           | Ghita Beltman            | 55e          |
| 23           | Angela Hillenga          | 81e          |
| 24           | Mirella van Melis        | 68e          |
| 25           | Mariëlle van Scheppingen | 51e          |
| 26           | Inge Velthuis            | 85e          |

| Farm Frites-Hartol FAR | Farm Frites-Hartol FAR    | Farm Frites-Hartol FAR |
| ---------------------- | ------------------------- | ---------------------- |
| Num                    | Coureuse                  | Pos                    |
| 33                     | Margaret Hemsley (AUS)    | AB                     |
| 34                     | Hanka Kupfernagel (GER)   | AB                     |
| 35                     | Madeleine Lindberg (SWE)  | 33e                    |
| 36                     | Elsbeth Vink (NED)        | AB                     |
| 38                     | Anouska van der Zee (NED) | 48e                    |
| 39                     | Sharon van Essen (NED)    | 56e                    |

| Alfa Lum-RSM ___ | Alfa Lum-RSM ___        | Alfa Lum-RSM ___ |
| ---------------- | ----------------------- | ---------------- |
| Num              | Coureuse                | Pos              |
| 43               | Mari Holden (USA)       | 64e              |
| 44               | Fany Lecourtois (FRA)   | 12e              |
| 45               | Edita Pučinskaitė (LTU) | 4e               |
| 47               | Simona Grossi (ITA)     | 92e              |

| Saturn SAT | Saturn SAT                | Saturn SAT |
| ---------- | ------------------------- | ---------- |
| Num        | Coureuse                  | Pos        |
| 51         | Anna Millward (AUS)       | 2e         |
| 53         | Kimberly Bruckner (USA)   | 37e        |
| 54         | Anke Erlank (RSA)         | 39e        |
| 55         | Petra Rossner (GER)       | AB         |
| 56         | Ina-Yoko Teutenberg (GER) | AB         |

| Espagne ESP | Espagne ESP         | Espagne ESP |
| ----------- | ------------------- | ----------- |
| Num         | Coureuse            | Pos         |
| 61          | Marta Vilajosana    | 76e         |
| 62          | Maria Cagigas       | AB          |
| 63          | Agurtzane Elorriaga | AB          |
| 64          | Rocío Gamonal       | AB          |
| 65          | Gema Pascual        | AB          |
| 66          | Teodora Ruano       | 53e         |

| Edil Savino EDI | Edil Savino EDI           | Edil Savino EDI |
| --------------- | ------------------------- | --------------- |
| Num             | Coureuse                  | Pos             |
| 71              | Swetlana Bubnenkowa (RUS) | 41e             |
| 72              | Nicole Brändli (SUI)      | 15e             |
| 73              | Iryna Chuzhynova (UKR)    | 46e             |
| 74              | Fabiana Luperini (ITA)    | 1re             |
| 75              | Simona Parente (ITA)      | 7e              |
| 79              | Luisa Tamanini (ITA)      | 52e             |

| Vlaanderen-T Interim VLA | Vlaanderen-T Interim VLA        | Vlaanderen-T Interim VLA |
| ------------------------ | ------------------------------- | ------------------------ |
| Num                      | Coureuse                        | Pos                      |
| 81                       | Heidi Van de Vijver (BEL)       | 6e                       |
| 82                       | Vanessa Rochelle Cheatley (NZL) | 50e                      |
| 84                       | Susanne Ljungskog (SWE)         | 10e                      |
| 85                       | Cindy Pieters (BEL)             | 13e                      |
| 87                       | Veronique Belleter (BEL)        | 54e                      |
| 89                       | Evy Van Damme (BEL)             | 22e                      |

| Suisse SUI | Suisse SUI         | Suisse SUI |
| ---------- | ------------------ | ---------- |
| Num        | Coureuse           | Pos        |
| 91         | Sarah Grab         | 24e        |
| 92         | Irene Hostettler   | 73e        |
| 93         | Annette Beutler    | 87e        |
| 94         | Marion Brauen      | AB         |
| 97         | Mirjam Hauser-Senn | AB         |

| Carpe Diem-Itera CDI | Carpe Diem-Itera CDI       | Carpe Diem-Itera CDI |
| -------------------- | -------------------------- | -------------------- |
| Num                  | Coureuse                   | Pos                  |
| 102                  | Vera Carrara (ITA)         | AB                   |
| 103                  | Marcia Eicher (SUI)        | 29e                  |
| 104                  | Julia Martisova (RUS)      | 44e                  |
| 105                  | Lara Ruthven (USA)         | 42e                  |
| 106                  | Olga Zabelinskaïa (RUS)    | 17e                  |
| 107                  | Karry Ellen Hellmuth (USA) | 45e                  |

| C.A. Mantes La Ville 78 CAM | C.A. Mantes La Ville 78 CAM     | C.A. Mantes La Ville 78 CAM |
| --------------------------- | ------------------------------- | --------------------------- |
| Num                         | Coureuse                        | Pos                         |
| 111                         | Élisabeth Chevanne-Brunel (FRA) | AB                          |
| 112                         | Cybil Di Guistini (CAN)         | 25e                         |
| 113                         | Emmanuelle Farcy (FRA)          | AB                          |
| 114                         | Magali Le Floc'h (FRA)          | 26e                         |
| 115                         | Sandrine Marcuz-Moreau (FRA)    | 27e                         |
| 116                         | Sandra Wampfler (SUI)           | 19e                         |

| Equipe Nürnberger Versicherung NUR | Equipe Nürnberger Versicherung NUR | Equipe Nürnberger Versicherung NUR |
| ---------------------------------- | ---------------------------------- | ---------------------------------- |
| Num                                | Coureuse                           | Pos                                |
| 121                                | Jenny Algelid (SWE)                | 36e                                |
| 122                                | Chantalle Gehrig (GER)             | AB                                 |
| 123                                | Patricia Hempel (GER)              | 90e                                |
| 124                                | Alexandra Nöhles (GER)             | 80e                                |
| 125                                | Andrea Purner-Koschier (AUT)       | 67e                                |

| Canada CAN | Canada CAN      | Canada CAN |
| ---------- | --------------- | ---------- |
| Num        | Coureuse        | Pos        |
| 131        | Julia Farell    | AB         |
| 132        | Paula Fedirchuk | AB         |
| 133        | Julie Hutsebaut | AB         |
| 134        | Tara Mulder     | AB         |
| 135        | Katherine White | AB         |
| 136        | Erinne Willock  | 75e        |

| Belgique BEL | Belgique BEL      | Belgique BEL |
| ------------ | ----------------- | ------------ |
| Num          | Coureuse          | Pos          |
| 141          | Corine Hierckens  | 30e          |
| 142          | Lory Laroy        | 86e          |
| 143          | Anja Nobus        | 63e          |
| 144          | Ann Roegiers      | AB           |
| 146          | Ine Wannijn       | 78e          |
| 149          | Séverine Villance | 79e          |

| SC Michela Fanini Record Rox MIC | SC Michela Fanini Record Rox MIC | SC Michela Fanini Record Rox MIC |
| -------------------------------- | -------------------------------- | -------------------------------- |
| Num                              | Coureuse                         | Pos                              |
| 151                              | Fátima Blázquez (ESP)            | 74e                              |
| 152                              | Laura Charameda (USA)            | 57e                              |
| 153                              | Natalia Katchalka (UKR)          | 18e                              |
| 154                              | Claudia Marietta (ITA)           | AB                               |
| 156                              | Regina Schleicher (GER)          | 31e                              |
| 157                              | Monica Ceccon (ITA)              | AB                               |

| Tchéquie CZE | Tchéquie CZE      | Tchéquie CZE |
| ------------ | ----------------- | ------------ |
| Num          | Coureuse          | Pos          |
| 161          | Lada Koslikova    | 70e          |
| 162          | Julie Pekárková   | 43e          |
| 163          | Martina Růžičková | AB           |
| 164          | Lenka Sykorova    | AB           |

| Ciegi ___ | Ciegi ___                | Ciegi ___ |
| --------- | ------------------------ | --------- |
| Num       | Coureuse                 | Pos       |
| 171       | Olena Budovitska (UKR)   | 88e       |
| 172       | Beata Jasińska (POL)     | AB        |
| 173       | Valentyna Karpenko (UKR) | 69e       |
| 176       | Anna Skawinska (POL)     | 49e       |

| Ondernemers van Nature ___ | Ondernemers van Nature ___  | Ondernemers van Nature ___ |
| -------------------------- | --------------------------- | -------------------------- |
| Num                        | Coureuse                    | Pos                        |
| 181                        | Tanja Schmidt-Hennes (GER)  | 34e                        |
| 182                        | Areke Hassink (NED)         | 77e                        |
| 183                        | Francis Linthorst (NED)     | 58e                        |
| 184                        | Edith Klep-Moerenhout (NED) | 83e                        |
| 186                        | Sandra Rombouts (NED)       | AB                         |
| 188                        | Saskia Van Duuren (NED)     | AB                         |

| Bik-Toscany Sport BTS | Bik-Toscany Sport BTS     | Bik-Toscany Sport BTS |
| --------------------- | ------------------------- | --------------------- |
| Num                   | Coureuse                  | Pos                   |
| 191                   | Rosa Bravo (ESP)          | 28e                   |
| 193                   | Josephine Groenveld (NED) | 91e                   |
| 194                   | Marieke Haverdings (NED)  | AB                    |
| 195                   | Eneritz Iturriaga (ESP)   | 84e                   |
| 196                   | Ruth Moll Marquès (ESP)   | AB                    |
| 199                   | Wendy Kramp (NED)         | 90e                   |

| Aliverti-Immobilione Luca ALI | Aliverti-Immobilione Luca ALI | Aliverti-Immobilione Luca ALI |
| ----------------------------- | ----------------------------- | ----------------------------- |
| Num                           | Coureuse                      | Pos                           |
| 201                           | Marianna Lorenzoni (ITA)      | 65e                           |
| 202                           | Claudia Migliorini (ITA)      | AB                            |
| 203                           | Elisa Neri (ITA)              | AB                            |
| 204                           | Valentina Poli (ITA)          | AB                            |

| Allemagne GER | Allemagne GER        | Allemagne GER |
| ------------- | -------------------- | ------------- |
| Num           | Coureuse             | Pos           |
| 211           | Judith Arndt         | 11e           |
| 212           | Jacqueline Brabenetz | 72e           |
| 213           | Angela Hennig        | 82e           |
| 214           | Doreen Weise         | AB            |
| 215           | Anke Wichmann        | 35e           |
| 216           | Trixi Worrack        | 3e            |

| Grande-Bretagne GBR | Grande-Bretagne GBR | Grande-Bretagne GBR |
| ------------------- | ------------------- | ------------------- |
| Num                 | Coureuse            | Pos                 |
| 221                 | Ceris Gilfillan     | 5e                  |
| 222                 | Yvonne McGregor     | 16e                 |
| 223                 | Sara Symington      | 20e                 |
| 224                 | Melanie Sears       | 38e                 |
| 225                 | Sue Carter          | 59e                 |
| 226                 | Emma Davies         | 62e                 |

Source.